# Цигански език
Романи, романес, цигански или ромски език (на цигански: romani ćhib, романи чхиб) е майчин език на част от циганите и е част от групата индоарийски езици. Езикът няма единна стандартизирана (книжовна) версия. Многобройните му диалекти са повлияни от преобладаващите езици на страните, в които се говорят. До голяма степен диалектите са взаиморазбираеми, особено тези от една и съща диалектна група.

## Класификация
Корените на циганския език са в Индия: езикът има граматичните характеристики на индийските езици и споделя с тях голяма част от основната лексика, например, части от тялото или ежедневие. По-точно, циганският език споделя основната лексика с езици като хинди, панджабски и марвари, докато неговата граматика е най-близо до тази на източните индоарийски езици като бенгалски.
Разновидностите на циганския език могат да се класифицират по различни начини. Езиковедът Ярон Матрас различава балкански диалекти от първи тип (на Балканите, както и в Крим, Иран и Азербайджан), балкански диалекти от втори тип, или типа zis (в източната част на Балканите), южни влашки диалекти, северни влашки диалекти, южноцентрални диалекти (главно в Унгария и Австрия), северноцентрални диалекти (най-вече Словакия и Чехия), северозападни диалекти (диалектите на синтите в Германия и Франция, както и на финландските цигани) и североизточни диалекти (Полша, прибалтийските страни и Русия). Иберските и повечето британски диалекти са отмрели и съществуват само като жаргонни разновидности на преобладаващите езици с цигански думи, но явно са били по-подобни на северозападните такива. Специфични са и словенските и южноиталианските разновидности. Лингвистичният сайт Ethnologue го разделя на влашки (първоначално в Румъния, но сега разпространен на много места извън нея), балкански (на Балканите южно от Румъния), карпатски (най-вече в Словакия и Чехия), балтийски (в Русия, Полша и балтийския регион), синтски (в Германия и Франция), финландски и уелски. Според Ярон Матрас, диалектите в югоизточна Европа (балкански и влашки) са в общи линии взаимно разбираеми, както и диалектите в централна Европа (карпатски) и тези в североизточна Европа (полски, балтийски и руски). По-специфични и недостъпни за външни хора са тези в Германия и Франция (синтски), във Финландия и в южна Италия. В България преобладават балканските диалекти от първи тип (например софийският ерлийски), а също широко разпространени са и тези от втори тип (например сливенският дръндарски). На места се срещат и южни влашки диалекти. В международен план на много места в централна и Северна Европа има значителни общности, говорещи северния влашки диалект на калдерашите, тъй като тяхната миграция през последните два века го е разпространила далеч извън традиционното им местоживеене в Румъния. Затова калдерашкият и въобще северните влашки диалекти сравнително често се използват от международните ромски организации. Носителите на тези диалекти обаче са далеч по-малобройни в България.

## История
Не е ясно кога точно циганите са напуснали Индия, но езиковите факти сочат, че те са прекарали известно време на персийска и изобщо иранска територия. Съдейки по липсата на арабски заемки от този период в циганския, това трябва да е станало преди арабското завоевание и ислямизацията на Иран около 7 век. Има данни, че е имало контакт и с арменския език, който се е простирал по-далеч на юг от Кавказ, отколкото в днешно време. От около 11 век са първите съобщения за цигани във Византийската империя. Там циганите прекарват дълъг период, като циганският език е значително повлиян от говоримия средновековен гръцки на Византия (вероятно в малоазийската част). Отново, отсъствието на тюркски и арабски заемки от този период говори, че циганите са се разселили извън империята преди падането ѝ под османска власт. Към 14 век източниците показват, че циганите вече са се разселили от Византия из останалата част от югоизточна Европа, като при това те възприемат и много славянски заемки. Това е последният период, чието въздействие се наблюдава във всички засвидетелствани цигански диалекти. При по-нататъшното разселване на циганите различните диалекти вече поотделно биват повлияни от езиците на съответните страни, в които се говорят (например влашките диалекти са повлияни от румънския; циганите, останали на Балканите след османското завоевание, възприемат много турско-арабски заемки – често заедно с приемането на исляма – но това не важи за онези групи, които са напуснали тези територии преди завоеванието). До 15 век цигани достигат централна Европа, а към 16-и те вече са достигнали Скандинавия и Шотландия.
Както и другите индоарийски езици, в развитието си циганският силно редуцира старата падежна система на староиндийския (санскрит). Също подобно на много индоарийски езици, той развива вторични падежни наставки от послесловия, които се добавят към старите падежни форми. Обичайно за индоиранските езици развитие се вижда и във факта, че староиндийската синтетична форма за минало време е заменена от перифрастична конструкция с минало страдателно причастие; на свой ред и тази конструкция е станала вторично синтетична. От друга страна, в други отношения циганският се развива по необичаен за своята група начин поради влиянието на езиците, с които контактува извън Индия. В частност, вместо типичните за индоарийските езици послелози той е развил предлози, които произхождат от наречия за място; словоредът му е SVO (Подлог-Глагол-Допълнение), докато в Индия преобладава SOV (Подлог-Допълнение-Глагол); той притежава определителен член, което също е необичайно за индоарийските езици; вместо очаквания инфинитив използва подчинителна конструкция. Много от тези особености вероятно се дължат на влиянието на народния гръцки език (макар че употребата на предлози и словоредът могат да са резултат и от по-ранно иранско влияние) и характеризират циганския език като член на Балканския езиков съюз.

## Географско разпределение
Брой говорещи:
| Румъния: 1 030 000 · България: 312 000 · Русия: 405 000 · Сърбия: 380 000 · Словакия: 300 000 · Турция: 280 000 · Унгария: 260 000 · Македония: 53 879 · Франция: 215 000 · Гърция: 160 000 · Чехия: 140 000 · | Украйна: 113 000 · Албания: 90 000 · Германия: 85 000 · Молдова: 56 000 · Италия: 42 000 · Босна и Херцеговина: 40 000 · Черна гора: 30 000 · Хърватия: 28 000 · Беларус: 27 000 · Австрия: 20 000 · Латвия: 18 500 · | Белгия: 10 000 · Швеция: 9500 · Словения: 8000 · Полша: 4000 · Литва: 4000 · Финландия: 3000 · Нидерландия: 7000 · Дания: 1500 · Естония: 1100 · Великобритания: 1000 · Испания: 1000 · |

## Кратко описание
Следното описание се базира на софийския ерлийски говор (оттук нататък СЕ), който е сред най-изучените говори в България и е от по-често използваните писмено. Близки до него говори от „ерлийски тип“ са разпространени на много места в страната. От друга страна, срещат се и много диалекти, които силно се отличават от него, а на европейско ниво диалектни групи, които са сравнително отдалечени една от друга, могат дори да бъдат взаимно неразбираеми. Като цяло, описанието по-долу може да даде приблизителна представа за общата структура на циганския език като такъв, т.е. за чертите, които са присъщи на повечето диалекти и са били свойствени на общия цигански „праезик“ преди обособяването на диалектите. Въпреки това много от детайлите в описанието на СЕ в никакъв случай не могат да се прехвърлят едно към едно към някой друг диалект, а още по-малко към „циганския изобщо“. Разбира се, това важи в частност за конструкциите, възникнали под влиянието на българския език. Основният източник е „Ромска граматика /въз основа на ерлийския ромски говор в София/“ от Кирил Костов и Димитър Илиев (2004).

### Фонетика
Гласните в СЕ са [a, ɛ, i, o, u, ə/ɤ/ɐ]. Произнасят се както на български, като ǎ [ə/ɤ/ɐ] отговаря на бълг. междинна задна незакръглена гласна „ъ“ и се среща главно в заемки от български и турски. В СЕ няма редукция (потъмняване) в неударени срички и членни морфеми като в българския.
Съгласните звукове в циганския език са по-многобройни, като системата се отличава с наличието на ред беззвучни придихателни преградни и преградно-проходни съгласни, които могат да се наподобят на български като „кх“, „тх“, „пх“ и „чх“.
Преградните съгласни биват заднонебни (k, kh [kʰ], g), зъбновенечни (t, th [tʰ], d) и двубърнени (p, ph [pʰ], b).
Преградно-проходните биват преднонебно-венечни (č [t͡ʃ], čh [t͡ʃʰ], dž [d͡ʒ]) и зъбновенечни (c [t͡s]); те се изговарят приблизително като бълг. „ч“, „чх“, „дж“ и „ц“. В СЕ čh понякога звучи като „чш“ вместо „чх“. ž (бълг. „ж“) се среща само в заемки, а някои носители на СЕ го изговарят и вместо „дж“.
Проходни шумни са съгласните x (заднонебна като бълг. „х“), š (преднонебно-венечна като бълг. „ш“), s, z, и v. Освен това в заемки се среща и f, а в някои думи се изговаря съгласната h [h, ɦ] (гласилкова като английското h).
От сонорните съгласни носови са n и m, преднонебно е j (като бълг. „й“) а плавни са r и l. Типично за циганския език е ретрофлексното ř [ɺ, ɻ] („р“ изговорено с връхчето на езика, извито към твърдото небце), което обаче проявява тенденция да съвпада с обикновеното r, поради което в СЕ е запазено едва в няколко думи. В други цигански диалекти ř е заменено с двойно r или със звучното мъжечно проходно (френско) r [ʁ].
За СЕ присъщо фонологично явление е веларизацията („смекчаване“ със задното меко небце) на съчетанията *tj и *dj до kj [tˠ] и gj [dˠ].
Ударението в думите от изконен произход в циганския език най-често пада на последната сричка. Някои окончания обаче не вземат ударение, така че то пада върху сричката преди тях: такива са наставките на косвените падежи (напр. -tar) и окончанието за минало несвършено време -as. Срещат се и наставки, които винаги носят ударение (-in- в глаголи в СЕ) или карат ударението да пада върху първата сричка (-iba в съществителни в СЕ). В повелително наклонение в СЕ ударението е върху първата сричка. Заемките запазват ударението, което имат в езика-източник.

### Граматика

#### Именно склонение
Циганският език различава мъжки и женски граматически род, като неодушевени предмети могат да принадлежат и към двата рода. Съществителните имена от изконен произход обикновено окончават на -o или на съгласна, ако са от мъжки род, а на -i или на съгласна, ако са от женски род. В множествено число съществителните от мъжки род, окончаващи на -o, го заменят с окончанието -e, тези окончаващи на съгласна получават окончанието -a, а тези от женски род – окончанието -(j)a. Например: čhavo „[циганско] момче“ (м.р., ед.ч.) – čhave (мн.ч.), manuš „човек“ (м.р., ед.ч.) – manuša (мн.ч.); buti „работа“ (ж.р. ед.ч.) – bukja (мн.ч.), phen „сестра“ (ж.р. ед.ч.) – phenja (мн.ч.). Заемките могат да завършват на много различни окончания като например в мъжки род -os (мн.ч. на -ovja), -i (мн.ч. на -ja), -is/es/as (мн.ч. на -ides/edes/ades), а в женски род -a (мн.ч. на -es).
Циганският език различава ред падежи, които могат да се разделят на основни (по-стари) и производни (по-нови).
Основните падежи са именителен (изразяващ подлог), винителен (изразяващ пряко допълнение, макар и всъщност произхождащ от староиндийския родителен падеж) и звателен (изразяващ обръщение). Когато неодушевен предмет е пряко допълнение, вместо формата за винителен падеж се използва тази за именителен. Окончанията на именителния падеж вече бяха споменати. Окончанието на звателния падеж за изконни думи от мъжки род е -ea/-a, за женски род -e, а за множествено число -(a)len (последното n в това окончание отсъства в някои други цигански говори). В заемки отчасти се използват формите от езиците-източници, отчасти изконни окончания. Окончанията на винителния падеж в изконни думи са -es за мъжки род, -(j)a за женски род и -en за множествено число. В заемки формите са малко по-различни: например за съществителни на -os (мн.ч. на -(ov)ja, с допълнителната морфема -ov- в случай на едносричен корен) – -os (мн.ч. на -oven, с допълнителната морфема -ov- в случай на многосричен корен); за съществителни на -is (мн.ч. на -ides) – -is (мн.ч. на -idonen); за съществителни на -i (мн.ч. на -ja) – -(j)es (мн.ч. на -(j)en); за съществителни на -a (мн.ч. на -es) – -a (мн.ч. на -en), и т.н..
Производните падежи са дателен (изразяващ посока, адресат, предназначение, тема и др.), местен (изразяващ място), отложителен (изразяващ посоката, от която нещо се отдалечава или произтича), творителен (изразяващ съвместност или средство) и родителен (изразяващ притежание или друга близка връзка). Те се образуват, като окончанията им се добавят към формата на съществителното за винителен падеж; при това след съгласната n, беззвучните преградни съгласни се озвучават, а проходното s преминава в c [t͡s]. Така окончанията са както следва: д.п. -ke (ед.ч.) / -ge (мн.ч.); м.п. -te (ед.ч.) / -de (мн.ч.); отл.п. -tar (ед.ч.) / -dar (мн.ч.); тв.п. -sa (ед.ч.) / -ca (мн.ч.); р.п. -kor/ker- (ед.ч.) / -gor/ger- (мн.ч.). След окончанието за родителен падеж се добавят обичайните за прилагателни именни окончания -o (м.р.), -i (ж.р.) и -e (мн.ч.), като гласната се определя от именното окончание: -koro, но -keri и -kere. В други цигански диалекти отсъства елементът -or-, така че окончанията са само -ko, -ki, -ke. Формите за родителен падеж могат да се разглеждат като притежателни прилагателни (ср. бълг. „Ивановата нива“ вместо „нивата на Иван“ и т.н.).
Примери:
Склонение на съществителното от мъжки род čhavo „момче“:
Ед.ч.:
И.п. čhavo
В.п. čhaves
Д.п. čhaveske
М.п. čhaveste
Отл.п. čhavestar
Тв.п. čhavesa
Р.п. čhaveskoro/keri/kere
Зват.п. čhaveja!
Мн.ч.:
И.п. čhave
В.п. čhaven
Д.п. čhavenge
М.п. čhavende
Отл.п. čhavendar
Тв.п. čhavenca
Р.п. čhavengoro/geri/gere
Зват.п. čhavalen!
Склонение на съществителното от ж.р. phen „сестра“
Ед.ч.:
И.п. phen
В.п. phenja
Д.п. phenjake
М.п. phenjate
Отл.п. phenjatar
Тв.п. phenjasa
Р.п. phenjakoro/keri/kere
Зват.п. phene!
Мн.ч.:
И.п. phenja
В.п. phen(j)en
Д.п. phen(j)enge
М.п. phen(j)ende
Отл.п. phen(j)endar
Тв.п. phen(j)enca
Р.п. phen(j)engoro/geri/gere
Зват.п. phenjalen!
Прилагателните в именителен падеж вземат окончанията -o (м.р.), -i (ж.р.) и -e (мн.ч.), а в косвените падежи винаги окончават на -e. В самостоятелна функция обаче те вземат същите окончания като съществителните. Заетите прилагателни в именителен падеж единствено число най-често завършват на -o и в двата рода, в именителен падеж множествено число на -a, а във винителен падеж на -one. В самостоятелна функция във винителен падеж те окончават на -ones и -onen. Сравнителна и превъзходна степен се образуват аналитично със заетите от българския частици po- и naj-, които са изместили изконните синтетични цигански окончания като -eder.
Примери:
Склонение на прилагателното lačho „добър“, определящо съществителното от мъжки род čhavo „момче“:
И.п. ед.ч. lačho čhavo
И.п. мн.ч. lačhe čhave
Д.п. ед.ч. lačhe čhaveske
Д.п. мн.ч. lačhe čhavenge
Склонение на прилагателното lačho „добър“, определящо съществителното от женски род phen „сестра“:
И.п. ед.ч. lačhi phen
И.п. мн.ч. lačhe phenja
Д.п. ед.ч. lačhe phenjake
Д.п. мн.ч. lačhe phen(j)enge
Циганският език има предпоставен определителен член, който в СЕ в единствено число има формите o (мъжки род, именителен падеж), i (женски род именителен падеж) и e (всички косвени падежи и на двата рода). В множествено число в СЕ формата за именителен падеж е o, а тази за косвените падежи е e. В други диалекти обаче формата за множествено число именителен падеж е e. Определителният член се слива с предходни предлози, напр. ando pani „във водата“, ko phral „при брата“, ki phen „при сестрата“. Той се използва и пред собствени имена, подобно на гръцки, албански и други езици. Примери за употребата му: o čhavo „момчето“, i phen „сестрата“, e manušenca „с хората“.
Местоименията са както следва. За 1-во лице ед.ч.: именителен падеж me, винителен падеж man, родителен падеж moro/meri/mere (съответно м.р., ж.р., косв.пад.). За 2-во лице ед.ч.: именителен падеж tu, винителен падеж tut (но ту- преди падежни окончания!), родителен падеж toro/teri/tere (съответно м.р., ж.р., косв.пад.). За 1-во лице мн.ч.: именителен падеж ame, винителен падеж amen, родителен падеж amaro/amari/amare (съответно м.р., ж.р., косв.пад.). За 2-во лице ед.ч.: именителен падеж tume, винителен падеж tumen, родителен падеж toro/teri/tere (съответно м.р., ж.р., косв.пад.). След n окончанията на производните падежи се озвучават или африкатизират, както и в множественото число на съществителните. За трето лице ед.ч. м.р. именителен падеж ov, винителен падеж les; ед.ч. ж.р. именителен падеж oj, винителен падеж la; за трето лице мн.ч. именителен падеж on или ol, винителен падеж len. Циганският език има и възвратно местоимение pes (р.п. poro), което обаче се използва само ако подлогът е в трето лице. Формите за родителен падеж имат и кратки форми, в които компонентът -or/er- е изпуснат: mo, mi, me, to, ti, te, po, pi, pe. В качеството си на притежателни местоимения, формите за родителен падеж на свой ред имат форми за винителен падеж (moro – meres, meri – mera, mere – meren).
Обичайни въпросителни местоимения са ko „кой“, so „какво“, savo „кой/какъв“, kaj kate „къде“, kana „кога“ и kiti „колко“. От тях могат да се образуват относителни местоимения със заетата от български частичка -to. Също от български са заети представки за образуване на някои неопределителни (ne-), отрицателни (ni-) и обобщаващи (se-) местоимения.
Числителните биват бройни и редни. Бройните от 1 до 10 са: (j)ekh, duj, trin, štar, pandž, šov, efta, oxto, enja, deš. Тези от 11 до 19 се образуват като deš-u-jekh, deš-u-duj или deš-thaj-jekh, deš-thaj-duj „десет и едно“ и т.н.. Десетиците се образуват чрез съчетаване на единиците с думата deš, напр. šovdeš; изключения са обаче biš (20), trijanda (30), saranda (40) и peninda (50). По-големи числа са šel (100) и milija (1000). Редните числителни се образуват с наставката -to (напр. trinto „трети“), с изключение на avgo „първи“.

#### Глаголно спрежение
Глаголите имат сегашна и минала основа. При правилните глаголи миналата основа най-често се образува от сегашната чрез добавяне на -l, но след корени, завършващи на -l, -n, -r и -v се използва -d. Съвсем рядко се добавят -t или -n; освен това в някои често срещани глаголи основата по изключение се променя по други начини. Миналата основа служи за образуване на миналото причастие чрез добавяне на окончанията за прилагателни имена. Сегашната основа служи за образуване на деепричастия с окончанието -(i)ndos, а при заети глаголи – с окончанието -ime.
Формата за сегашно време се образува чрез добавяне към сегашната основа на окончанията -av, -es, -el (съответно за 1-во, 2-ро и 3-то лице единствено число) и -as, -en, -en (съответно за 1-во, 2-ро и 3-то лице множествено число). Само в някои изключения гласната във всички окончания е -a-, а не -e-. Чрез добавка на наставката -as към формата за сегашно време се образува формата за минало несвършено време. Чрез добавка на наставката -a към формата за сегашно време се образува формата за условно наклонение; в други диалекти обаче тя функционира като основна форма за изявително наклонение, докато формата без -a се използва главно в подчинителни конструкции. Повелителното наклонение в единствено число се образува от голата основа или, при струпване на две съгласни, с окончание -e, а в множествено число съвпада с изявителното наклонение.
Пример:
Спрежение на глагола kerav „правя“ в сегашно време:
1 л. ед.ч. kerav
2 л. ед. ч. keres
3 л. ед.ч. kerel
1 л. мн.ч. keras
2 л. мн.ч. keren
3 л. мн.ч. keren
Формата за минало свършено време в СЕ се образува чрез съчетанието на миналата основа и окончанията -jom, -jan, -jas (съответно за 1-во, 2-ро и 3-то лице единствено число) и -jam, -jen (съответно за 1-во и 2-ро множествено число). За 3-то лице множествено число се използва миналото причастие в множествено число. При редица често срещани непреходни глаголи, особено такива за движение, миналото причастие се използва и за 3-то лице единствено число минало време. С добавка на окончанието -as (или -sas в 3-то л.мн.ч.) към формата за минало свършено време се образува минало предварително време.
Пример:
Спрежение на глагола kerav „правя“ в минало време:
1 л. ед.ч. kergjom
2 л. ед. ч. kergjan
3 л. ед.ч. kergjas
1 л. мн.ч. kergjam
2 л. мн.ч. kergjen
3 л. мн.ч. kerde
Формата за бъдеще време се образува чрез частицата ka „ще“, предхождаща формата за сегашно време. Съответно бъдеще време в миналото се изразява чрез същата частица, предхождаща формата за минало време (букв. „ще кажех“ в смисъл на „щях да кажа“; ср. употребата на аналогична конструкция в книжовен македонски и в някои западни български диалекти). За отрицание в бъдеще време по-рано се е използвало съчетанието na ka (букв. „не ще“), но понастоящем под влияние на българския се използва nanaj te (букв. „няма да“). Възбранително значение има частицата ma „недей“. Частицата te, предхождаща формата за сегашно време, образува подчинителни или квази-инфинитивни конструкции както частицата „да“ на български и съответни частици в останалите езици от балканския езиков съюз.
Страдателен залог може да се образува по няколко различни начина. Деятелят във всички случаи се изразява с отложителен падеж. Що се отнася до глагола, както и на български, може да се използва перифрастична конструкция с минало причастие, а също и възвратна конструкция. Освен това обаче граматиката позволява и синтетично образуване на форми за страдателен залог, като след миналата основа се добавя наставката -jov- преди личните окончания в сегашно време или -ilj- преди личните окончания в минало време (но в 3-то лице винаги се използват окончанията за причастия). Така например bijangjovav „раждам се, бивам роден“, bijandiljam „родихме се, бяхме родени“, bijandili „родиха се, бяха родени“. Съществуват т.нар. депонентни глаголи, които се използват само в такава форма. В минало време синтетична възвратна или страдателна конструкция понякога се образува, най-вече от заети глаголи, с наставката -isajl-, предхождаща личните окончания.

#### Други особености
Предлозите в циганския език най-често се съчетават с именителен, по-рядко с местен падеж на съществителното; но винаги с местен падеж при местоимения. Именителният падеж в съвременната езикова практика в СЕ понякога замества и винителния – развитие, аналогично на това в българския. Значенията на падежите понякога могат да се изразят и с предлози, например k „при, на“ и and „в“ вместо местен падеж, katar „от“ и andar „из“ вместо отделителен падеж, k „на“ вместо дателен падеж. Притежание се изразява чрез глагола „съм“, като притежателят се поставя във винителен падеж, напр. man si X „аз имам Х“.
В сферата на словообразуването могат да се отбележат наставките за образуване на съществителни -n- (за имена на деятели), -or- (умалителен), -(i)ba (за абстрактни понятия, от глаголи), -(i)pe (за абстрактни понятия, от прилагателни и съществителни), -in (за плодни дръвчета). Прилагателни се образуват с редица наставки като -al-, -an-, -utn- и т.н.. В глаголното словообразуване се използват широко наставките -av- (с каузативно, т.е. причинително или подбудително значение), -jar- (образуващ преходни глаголи от прилагателни), -jov- (образуващ непреходни глаголи с инхоативно/начинателно значение от прилагателни и съществителни) и -in- (за заемки). Последният съответства на -isar- в някои други диалекти като влашките. Поради влиянието на влашкия диалект, който преобладава в публикациите на международните ромски организации, в публикациите на софийски ерлийски нерядко се среща и суфиксът -isar-, както и въобще влашка лексика като напр. vorba вместо alav „дума“.

## Изрази
Изразите са дадени на софийски ерлийски диалект и са от изданието Практически курс по цигански език от Стефка Попова (2002, 2024), изд. Българска мултимедийна компания БМК, освен където изрично е посочено друго. В много други балкански диалекти след глаголните форми за сегашно време се добавя -a.
Lačho dives! – Добър ден!
Lačho te ovel. – Добър да е.
Loki rat! – Лека нощ!
Mišto aljan (aljen) – Добре дошъл (дошли)
Mišto arakhljan (arakhljen) – Добре заварил (заварили) [букв. намерили]
Sar si to alav? – Как е твоето име?
Mo alav si ... – Моето име е ...
Tu rom/das san? – Ти българин/циганин ли си?
Me (na) sinjom das/rom. – Аз (не) съм българин/циганин.
Tu džanes i romani čhib? – Ти знаеш ли цигански език?
Me (na) džanav romani čhib. – Аз (не) знам цигански.
Me (na) vakerav romanes. – Аз (не) говоря цигански.
Akhiarav. – Разбирам.
Sar sinjan? – Как си?
Lačhes. – Добре.
So keres? – Какво правиш?
Dži dikhibnaste! – Довиждане!

## Примерни текстове
При подбора на текстове отново за улеснение на читателя се придържаме към същия диалект, СЕ.
Sine jekh thagar, isi-de odolke thagares trin raklje thaj trin raklja. Alo vakti te merel. Prokletija mukljas pe čhavenge: ko ka mangel e phenjen, te den len, te na poerinen. Pelo o thagar mulo.
O trin phrala phende:
„Hati ikalas pe jekhe grastes, tha t’ikljovas ovi ame, gurbečelekjeste“.
O cikno phral phengjas:
„Te prandenas amare phenjen, tha togaj t’ikljovas“.
Alo e phuredere phenjake jekh ruv.
O phureder phral phengjas:
„Me na dav la!“
O streno phral phengjas:
„Me-da na dav la!“
O cikneder phral phengjas:
„Phralalen-be, mo dad prokletija mukljas, me naj erinav la.“
O cikneder dinjas pe phenja.
Превод:
Имало един цар и този цар имал трима сина и три дъщери. Дошло време да умира. Клетва оставил на синовете си: който ще иска сестрите, да ги дават, да не отказват. Паднал царят мъртъв.
Тримата братя казали:
„Хайде да си изкараме по един кон и да потеглим на гурбет.“
Най-малкият брат казал:
„Да оженим сестрите си, и тогава да потеглим.“
Дошъл за първата сестра един вълк.
Най-големият брат казал:
„Аз не я давам!“
Средният брат казал:
„И аз не я давам!“
Най-малкият брат казал:
„Братя бе, баща ми клетва остави, аз не я нарушавам.“
Най-малкият дал сестра си.
(из народната приказка „Чордиленджията“, записана през 1909 г. в София от Бърнард Гилиат-Смит)
Davkha alavari nanaj xramosardo sar lil (ašal i škola). O autori e lileskoro principno džanel, kaj o manuša keren davkha so si čačuno, dendo ande leste. Ake soske ka resel o avgunutne te sikaven e dujtonen. Salke autorijeske ka ovel po-lačšes o sikle leskere te meren ko dies kana agorjaren i sikavni soske ol ka našalgjoven ando dživipe. Ame na sinjam dekhi trušale rateske ta ake soske na dinjam niamija. Katka-okote sade čšipota vakerasas, katar o istorikano thaj amaro zumavdipe, so kerde – thaj so ašti te keren – o manuša kana mangen te oven manuša.
Превод:
Този речник не е написан като книга (за училище) [т.е. като учебник]. Авторът на книгата [т.е. на учебника] принципно знае, че хората винаги правят това, което е правилно, дадено в нея. Затова ще е достатъчно първите да учат вторите. За такива автори ще е по-добре техните ученици да умират в деня, когато завършат учението, защото те ще пропаднат в живота. Ние не сме жадни за кръв, та затова не писахме правила. Тук-таме само казвахме нещо, въз основа на историческия и на нашия опит, [за това] какво са правили – и какво трябва да правят – хората, когато искат да бъдат хора.
(из „Ние – те; кратък етнополитически речник“; В. Русанов, Д. Кюранов и др. в превод на ромски от Димитър Илиев, 1995 – 1997 г.)

## Система на писане
Циганският обикновено се записва с писмеността на официалния език на страната, в която се говори – най-често латиница или кирилица. Но и в страни с преобладаваща кирилска писменост много автори предпочитат да използват за циганския латиницата, като по-„универсална“ азбука. В рамките на латиницата, някои се придържат към лингвистичен тип транскрипция, докато други предпочитат разработения от Марсел Куртиаде пандиалектален и морфологичен правопис. Най-сетне, съвсем малък брой активисти практикуват и препоръчват употребата на индийската азбука деванагари.